# Belejringen af Akko
Belejringen af Akko (også kaldet Belejringen af Acre) fandt sted i 1291 og resulterede i tabet af den af korsridderne kontrollerede by Akko til muslimerne. Det militære slag anses som et af de vigtigste slag under korstogene.
På trods af, at korstogene fortsatte i flere hundrede år, markerede tabet af Akko slutningen af korstogene i Levanten. Ved tabet af Akko mistede korsfarerne det sidste vigtige brohoved i forsvaret af Kongeriget Jerusalem.

## Eksterne links
- Siege of Acre 1291 Arkiveret 9. marts 2012 hos  Wayback Machine
- "The history of the crusades, Volume 3", pp 70–89 (Google Books, full view), af Joseph Fr. Michaud, William Robson. *"The Crusades" af Edward Gibbon (1963), pp 76–78.